# Алфонсо Бел
Алфонсо Едвард Бел (енгл. Alphonzo Bell; 29. септембар 1875 — 27. децембар 1947) био је амерички нафтни милионер и тениски шампион. На Летњим олимпијским играма 1904. у Сент Луису освојио је бронзу у појединачној конкуренцији и сребро у игри парова.